# Liga Ouro de Basquete de 2019
A Liga Ouro de Basquete de 2019 foi a sexta e última edição desta competição organizada pela Liga Nacional de Basquete (LNB), caracterizada por ter sido a divisão de acesso ao Novo Basquete Brasil.
Em uma reunião realizada na cidade de São Paulo em setembro de 2018, onze clubes discutiram as expectativas, visando promover as melhores tomadas de decisão. No mês seguinte, a Liga Nacional e a Confederação Brasileira de Basketball confirmaram que o encerramento da competição após a edição de 2019. Por sua vez, o regulamento foi semelhante ao da anterior e contou com oito participantes, sendo eles: APVE-Londrina, Blumenau, Campo Mourão, Cerrado Basquete, Pato Basquete, Rio Claro, São Paulo e Unifacisa.

## Organização
A edição começou a ser planejada em setembro de 2018; na ocasião, onze clubes se reuniram na sede da Liga Nacional de Basquete (LNB) em São Paulo para discutir as expectativas, visando promover as melhores tomadas de decisão. No mês seguinte, a Confederação Brasileira de Basketball (CBB) enviou um ofício para as federações estaduais, marcando uma reunião para debates os detalhes de um campeonato nacional. Neste documento, a continuidade do Novo Basquete Brasil foi confirmada, diferentemente da Liga Ouro. A LNB, por sua vez, confirmou ao Estado de S. Paulo que não organizaria mais o campeonato de acesso. Após a edição de 2019 da Liga Ouro, o novo campeonato de acesso será o Campeonato Brasileiro de Clubes, organizado pela CBB.
A Liga Ouro terá sua última edição em 2019, paralelamente a este campeonato piloto que iremos organizar. Este servirá de embrião para um campeonato de alcance nacional, a ser realizado a partir de 2020— Ofício da CBB.

### Participantes e regulamento
A Liga Nacional de Basquete divulgou em 27 de novembro de 2018 que a última edição do torneio seria disputada por sete equipes, sendo elas: APVE-Londrina, Blumenau, Campo Mourão, Cerrado Basquete, Pato Basquete, Rio Claro  e Unifacisa. Três dias depois, o São Paulo foi integrado como participante do torneio, aumentando o número de sete para oito.
Em nota, a Liga Nacional de Basquete enalteceu a grandeza do clube no departamento futebolístico e disse que a ingressão "reforça ainda mais a relevância" da competição no cenário nacional. O presidente da organização também se pronunciou sobre a entrada do São Paulo:
É uma honra imensa ter o São Paulo, um clube referência no futebol e nos esportes olímpicos na Liga Nacional de Basquete. É mais um clube de camisa entrando para o cenário do basquete brasileiro através da Liga Ouro e demonstrando toda importância da única competição de acesso ao NBB— João Fernando Rossi, presidente da LNB.
Com os participantes definidos, quatro unidades federativas foram representadas (Paraná, Paraíba, Santa Catarina e São Paulo) além do Distrito Federal. Pato e São Paulo fizeram suas estreias na competição. O regulamento, por sua vez, foi divulgado na véspera do início da competição. Na primeira fase, os oitos clubes participantes se enfrentaram em turno e returno, classificando os seis primeiros colocados. No sistema eliminatório, os dois primeiros colocados da fase anterior entraram nas semifinais, enquanto os demais disputaram as quartas de final. Nas quartas de final, os embates foram decididos em uma série de três partidas, com as duas últimas realizadas a mando da equipe com a melhor classificação na primeira fase. A partir das semifinais, os confrontos passaram a ser decididos em uma série de cinco partidas, com as duas primeiras e, eventualmente, a quinta realizadas a mando da equipe com a melhor classificação na fase classificatória.
| Equipe           | Cidade         | Estado           | Ginásio              |
| ---------------- | -------------- | ---------------- | -------------------- |
| APVE-Londrina    | Londrina       | Paraná           | Ginásio Moringão     |
| Blumenau         | Blumenau       | Santa Catarina   | Ginásio do Galegão   |
| Campo Mourão     | Campo Mourão   | Paraná           | Ginásio Belin Carolo |
| Cerrado Basquete | Brasília       | Distrito Federal | Ginásio Iesplan      |
| Pato Basquete    | Pato Branco    | Paraná           | Ginásio do Sesi      |
| Rio Claro        | Rio Claro      | São Paulo        | Ginásio Felipe Karan |
| São Paulo        | São Paulo      | São Paulo        | Ginásio do Morumbi   |
| Unifacisa        | Campina Grande | Paraíba          | Arena Unifacisa      |

## Fase classificatória

### Classificação
| Pos. | Clube            | A    | Pts | J  | V  | D  | C   | F   | PF   | PS   | SP  | Notas                                  |
| ---- | ---------------- | ---- | --- | -- | -- | -- | --- | --- | ---- | ---- | --- | -------------------------------------- |
| 1    | APVE-Londrina    | 71,4 | 24  | 14 | 10 | 4  | 5-2 | 5-2 | 1082 | 1001 | +81 | Classificados para as semifinais       |
| 2    | São Paulo        | 64,3 | 23  | 14 | 9  | 5  | 6-1 | 3-4 | 1100 | 1059 | +41 | Classificados para as semifinais       |
| 3    | Campo Mourão     | 57,1 | 22  | 14 | 8  | 6  | 5-2 | 3-4 | 1122 | 1133 | –11 | Classificados para as quartas de final |
| 4    | Unifacisa        | 57,1 | 22  | 14 | 8  | 6  | 5-2 | 3-4 | 1092 | 1062 | +30 | Classificados para as quartas de final |
| 5    | Cerrado Basquete | 42,9 | 20  | 14 | 6  | 8  | 3-4 | 3-4 | 1100 | 1135 | –35 | Classificados para as quartas de final |
| 6    | Rio Claro        | 42,9 | 20  | 14 | 6  | 8  | 3-4 | 3-4 | 1119 | 1126 | –7  | Classificados para as quartas de final |
| 7    | Pato Basquete    | 35,7 | 19  | 14 | 5  | 9  | 3-4 | 2-5 | 1085 | 1108 | –23 | Eliminados                             |
| 8    | Blumenau         | 28,6 | 18  | 14 | 4  | 10 | 3-4 | 1-6 | 1010 | 1086 | –76 | Eliminados                             |

### Confrontos
Para ler a tabela, a linha horizontal representa os jogos da equipe como mandante. A coluna vertical indica os jogos da equipe como visitante.
|                  | LON   | BLU   | CMO    | CER    | APB    | RCB     | SPO   | UFC   |
| APVE-Londrina    |       | 79–66 | 81–71  | 90–86  | 97–73  | 81–84   | 92–78 | 54–70 |
| Blumenau         | 61–72 |       | 78–73  | 74–84  | 71-101 | 75–85   | 74–66 | 71-56 |
| Campo Mourão     | 62-70 | 79–74 |        | 86–67  | 95–90  | 104–101 | 83–79 | 69–70 |
| Cerrado Basquete | 76–85 | 81–70 | 88–91  |        | 76–93  | 68–61   | 71–72 | 82–75 |
| Pato Basquete    | 67–71 | 74–66 | 79–78  | 80–81  |        | 80–82   | 68–71 | 68-61 |
| Rio Claro        | 58–71 | 68–83 | 105–72 | 74–87  | 82–68  |         | 88-81 | 78–92 |
| São Paulo        | 67–58 | 82–71 | 72–73  | 81–69  | 92–71  | 89–83   |       | 93–89 |
| Unifacisa        | 82–81 | 86–76 | 79–86  | 103–84 | 85–73  | 75–70   | 69–77 |       |

## Fase final

### Quartas de final
| Time 1       | Série | Time 2           | 1.º Jogo | 2.º Jogo | 3.º Jogo |
| ------------ | ----- | ---------------- | -------- | -------- | -------- |
| Campo Mourão | 2–0   | Rio Claro        | 94–81    | 103–77   | –        |
| Unifacisa    | 2–0   | Cerrado Basquete | 92–76    | 99–76    | –        |

### Semifinais
| Time 1        | Série | Time 2       | 1.º Jogo | 2.º Jogo | 3.º Jogo | 4.º Jogo | 5.º Jogo |
| ------------- | ----- | ------------ | -------- | -------- | -------- | -------- | -------- |
| APVE-Londrina | 1–3   | Unifacisa    | 60–71    | 76–69    | 64–69    | 70–78    | –        |
| São Paulo     | 3–2   | Campo Mourão | 76–78    | 95–87    | 103–80   | 89–92    | 90–79    |

### Final
| Time 1    | Série | Time 2    | 1.º Jogo | 2.º Jogo | 3.º Jogo | 4.º Jogo | 5.º Jogo |
| --------- | ----- | --------- | -------- | -------- | -------- | -------- | -------- |
| São Paulo | 2–3   | Unifacisa | 72–81    | 85–84    | 66–71    | 86–82    | 78–80    |

### Chaveamento
|  | Quartas de final (Melhor de 3) | Quartas de final (Melhor de 3) | Quartas de final (Melhor de 3) |  |  | Semifinal (Melhor de 5) | Semifinal (Melhor de 5) | Semifinal (Melhor de 5) |  |  | Final (Melhor de 5) | Final (Melhor de 5) | Final (Melhor de 5) |
|  |                                |                                |                                |  |  |                         |                         |                         |  |  |                     |                     |                     |
|  |                                |                                |                                |  |  | 1                       | APVE-Londrina           | 1                       |  |  |                     |                     |                     |
|  | 4                              | Unifacisa                      | 2                              |  |  | 4                       | Unifacisa               | 3                       |  |  |                     |                     |                     |
|  | 5                              | Cerrado Basquete               | 0                              |  |  |                         |                         |                         |  |  | 4                   | Unifacisa           | 3                   |
|  |                                |                                |                                |  |  |                         |                         |                         |  |  | 2                   | São Paulo           | 2                   |
|  |                                |                                |                                |  |  | 2                       | São Paulo               | 3                       |  |  |                     |                     |                     |
|  | 3                              | Campo Mourão                   | 2                              |  |  | 3                       | Campo Mourão            | 2                       |  |  |                     |                     |                     |
|  | 6                              | Rio Claro                      | 0                              |  |  |                         |                         |                         |  |  |                     |                     |                     |

## Premiação
| Liga Ouro de 2019                                       |
| Paraíba                                                 |
| ------------------------------------------------------- |
| Unifacisa Campeão (1º título Brasileiro da 2.ª Divisão) |